# Bogdan Denitch
Bogdan Denitch (eigentlich Bogdan Denić; * 9. August 1929 in Sofia; † 28. März 2016 in Split) war ein US-amerikanischer Soziologe.

## Leben
Bogdan Denitch wurde 1929 als Sohn eines jugoslawischen Diplomaten in Sofia geboren. Denitch war Professor für Soziologie an der City University of New York. Er engagierte sich politisch unter anderem bei den Democratic Socialists of America, deren Ehrenvorsitzender er später wurde. Seit 1980 veranstaltete er jährlich die Socialist Scholars Conference in New York City. 1991 gründete er die NGO Transitions to Democracy (T.o.D.), die sich in den Nachfolgestaaten Jugoslawiens für Menschenrechte und gegen Nationalismus einsetzt. Seit 1991 veranstaltete er eine jährliche Konferenz namens School on Democracy and Social Justice für Menschenrechtsaktivisten aus diesen Staaten. Bogdan Denitch gehörte dem Herausgebergremium der Zeitschrift Dissent an.
Im Jahre 1999 befürwortete er ein militärisches Eingreifen der NATO im Kosovo-Krieg – allerdings nicht in Form von Luftangriffen, stattdessen forderte er den Einsatz von Bodentruppen –, da er der Darstellung der NATO Glauben schenkte, wonach es schon vor dem Beginn der Intervention zu einem Völkermord an Albanern durch serbische Truppen gekommen wäre (Hufeisenplan).
Bogdan Denitch lebte seit den 1950er Jahren in New York. Er verbrachte die Hälfte des Jahres dort, die andere Hälfte war er auf dem Gebiet des ehemaligen Jugoslawien unterwegs. Denitch unterhielt einen Wohnsitz auf der Insel Brač.

## Werke
- Die Bedeutung der jugoslawischen Selbstverwaltung, in: Gewerkschaftliche Monatshefte, Jg. 1973, S. 335–346 (online; PDF; 129 kB).
- The legitimation of a revolution. The Yugoslav case, 1976.
- Society and social change in Eastern Europe, 1978.
- Legitimation of regimes. International frameworks for analysis, 1979.
- The end of the Cold War. European unity, socialism, and the shift in global power, 1990.
- Limits and possibilities. The crisis of Yugoslav socialism and state socialist systems, 1990.
- After the flood: world politics and democracy in the wake of Communism, 1992.
- Lernen aus Jugoslawiens Tod. Nationalismus und Demokratie, in: Prokla, Jg. 23.1993, S. 369–385 (frei zugängliche PDF).
- Ethnic nationalism: the tragic death of Yugoslavia, 1994, 2. Aufl. 1996.
- Changing Identities: A Story of Democratic Leftism in Two Countries (Autobiographie, in Vorbereitung).